# Метју Макфадјен
Дејвид Метју Макфадјен (енгл. David Matthew Macfadyen; Грејт Јармут, 17. октобар 1974) енглески је глумац.
Макфадјенов дебитантски рад била је улога у ББЦ-јевој мини серији Оркански висови према истоименом роману Емили Бронте, након чега стабилно наставља своју каријеру на телевизији и у филмовима. За учешће у ТВ филму Тајни живот, Макфадјен је номинован за награду БАФТА у категорији "Најбољи ТВ глумац".
Године 2005. играо је улогу господина Дарсија у још једној филмској адаптацији филма Гордост и предрасуда Џејн Остин.
Један од његових најновијих филмских заслуга је улога шерифа од Нотингема у филму Робин Худ из 2010. године, поред Расела Кроуа, Кејт Бланчет и Ајлин Еткинс.
Од 2018. Макфадјен игра улогу Тома Вамбсганса у драмској серији Наследници. За ову улогу добио је номинацију за Прајмтајм Еми награду за најбољег споредног глумца у драмској серији 2020. године, као и за телевизијске награде Британске академије за најбољег споредног глумца 2022. године.